# Авиационные происшествия Аэрофлота 1978 года

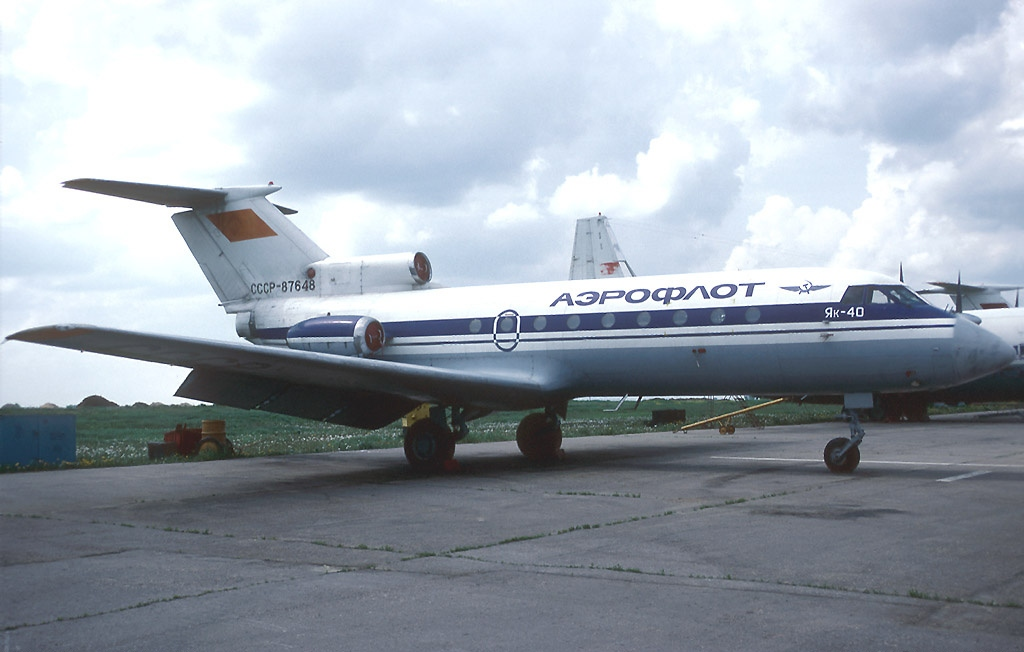
Як-40 предприятия «Аэрофлот»

Авиационные происшествия и инциденты, включая угоны, произошедшие с воздушными судами Министерства гражданской авиации СССР (Аэрофлот) в 1978 году.
В этом году крупнейшая катастрофа с воздушными судами предприятия «Аэрофлот» произошла 7 октября близ Свердловска, когда после вылета из-за отказа двигателя и столкновения с землёй разбился самолёт Як-40, в результате чего погибли 38 человек (подробнее…).

## Список
Отмечены происшествия и инциденты, когда воздушное судно было восстановлено.
| Дата                  | Место                                                                                 | ВС        | Бортовой номер | Управление          | Жертв | Описание | И      |
| --------------------- | ------------------------------------------------------------------------------------- | --------- | -------------- | ------------------- | ----- | --- | ------ |
| 1978 года             | н.д.                                                                                  | Ан-12БП   | 11125          | Якутское            | 0/0   | Повреждён химической коррозией, вызванной кислотой, вылившейся из ёмкости при погрузке (списан 25 октября) | [ 1 ]  |
| 1 февраля 1978 года   | Красное (59°39′08″ с. ш. 42°18′42″ в. д.)                                             | Ан-2ТП    | 40570          | Центральных районов | 2/2   | Столкновение в воздухе (подробнее…) | [ 2 ]  |
| 1 февраля 1978 года   | Красное (59°39′08″ с. ш. 42°18′42″ в. д.)                                             | Ан-2ТП    | 40563          | Ленинградское       | 2+0/8 | Столкновение в воздухе (подробнее…) | [ 2 ]  |
| 18 февраля 1978 года  | Толмачёво, Новосибирск                                                                | Ту-154А   | 85087          | Западно-Сибирское   | 0/0   | Сгорел при техобслуживании из-за оставленного включённого подогревателя (подробнее…) | [ 3 ]  |
| 19 февраля 1978 года  | Нежинка, близ Оренбурга                                                               | Ми-4      | 66906          | Грузинское          | 0/?   | Столкновение с землёй из-за снижения под безопасную высоту при полёте в СМУ | [ 4 ]  |
| 20 февраля 1978 года  | близ Находки                                                                          | Ми-2      | 15768          | Дальневосточное     | 2/2   | Пропал при выполнении рейса Владивосток—Находка | [ 5 ]  |
| 21 февраля 1978 года  | Петрозаводск                                                                          | Ту-134    | н.д.           | н.д.                | 0/?   | Выполнял рейс Ленинград—Мурманск, когда 17-летний Дмитриченко угрожая бомбой потребовал следовать в Норвегию. После посадки в Петрозаводске угонщик был арестован. | [ 6 ]  |
| 28 февраля 1978 года  | Нальчик                                                                               | Ми-1      | 17857          | Северо-Кавказское   | 2/2   | Столкновение с землёй при заходе на посадку из-за дезориентации экипажа в условиях ночи и тумана | [ 7 ]  |
| 18 марта 1978 года    | Комсомольский район (49°10′ с. ш. 59°30′ в. д.)                                       | Ми-2      | 23589          | Казахское           | 1/7   | Столкновение с землёй при полёте на малой высоте в условиях тумана | [ 8 ]  |
| 30 марта 1978 года    | Тобседа Комсомольский район (68°35′ с. ш. 52°20′ в. д.)                               | Ми-4      | 14150          | Архангельское       | 2/4   | Столкновение с землёй при заходе на посадку в условиях тумана | [ 9 ]  |
| 4 апреля 1978 года    | Мурюк, Чебулинский район                                                              | Ан-2      | 13716          | Западно-Сибирское   | 0/?   | Перешёл в сваливание и упал после взлёта из-за потери скорости | [ 10 ] |
| 7 апреля 1978 года    | Восточно-Сибирское море (лагуна Иннукай), близ Биллингса (69°51′ с. ш. 175°27′ в. д.) | Ми-4      | 03551          | Магаданское         | 4/4   | В полёте отделилась лопасть хвостового винта (вероятно, из-за обстрела с земли), попавшая в лопасть несущего винта, приведя к её отделению. От возникших перегрузок, вертолёт разрушился в воздухе.                                                                                   | [ 11 ] |
| 8 апреля 1978 года    | Алдан                                                                                 | Як-40     | 87911          | Якутское            | 0/17  | Упал после взлёта из-за сваливания и потери управления (подробнее…) | [ 12 ] |
| 9 апреля 1978 года    | Пярну                                                                                 | Як-40     | н.д.           | н.д.                | 0/14+ | Выполнял рейс Рига—Таллин, когда вооружённый спортивным пистолетом пассажир Афонин (1955 г.р.) потребовал следовать в Швецию. После посадки в Пярну угонщик был арестован. | [ 6 ]  |
| 12 апреля 1978 года   | Тобольский район, близ Медведчикова (58°22′26″ с. ш. 68°15′30″ в. д.)                 | Ми-10К    | 04133          | Тюменское           | 8/9   | Столкновение с землёй из-за дезориентации экипажа в условиях сильной турбулентности (подробнее…) | [ 13 ] |
| 1 мая 1978 года       | близ Уфы                                                                              | Ан-2      | 01367          | Приволжское         | 0/?   | Разбился при полёте СМУ | [ 14 ] |
| 1 мая 1978 года       | Ашхабад                                                                               | Ил-18     | н.д.           | н.д.                | 1/?   | Выполнял рейс Ашхабад—Минеральные Воды, когда вооружённый самодельным пистолетом и учебной гранатой пассажир Скубенко потребовал лететь в Иран. Угонщика застрелил второй пилот Аманязов, после чего самолёт вернулся в Ашхабад.                                                      | [ 6 ]  |
| 6 мая 1978 года       | Газимуро-Заводский район, близ Газимурского Завода                                    | Ан-2      | 41921          | Восточно-Сибирское  | 10/15 | Столкновение с горой при заходе на посадку | [ 15 ] |
| 7 мая 1978 года       | Цимлянский район, близ Карнаухова (47°52′ с. ш. 42°14′ в. д.)                         | Ан-2      | 70493          | Северо-Кавказское   | 3/3   | При самовольном вылете пьяного пилота с двумя приятелями на борту врезался в землю из-за ошибок пилотирования | [ 16 ] |
| 8 мая 1978 года       | Восточно-Казахстанская область, близ Лениногорска (50°25′ с. ш. 83°45′ в. д.)         | Ми-2      | 23963          | Северо-Кавказское   | 2/6   | Столкновение с горным склоном при заходе на посадку из-за отказа двигателя | [ 17 ] |
| 19 мая 1978 года      | Максатиха (57°46′ с. ш. 35°57′ в. д.)                                                 | Ту-154Б   | 85169          | Азербайджанское     | 4/134 | Вынужденная посадка на поле после остановки всех двигателей из-за истощения топлива (подробнее…) | [ 18 ] |
| 19 мая 1978 года      | Нерюнгринский район, близ Большого Токо                                               | Ми-4      | 31558          | Якутское            | 1/6   | Столкнулся с землёй и упал в ущелье при посадке в условиях турбулентности | [ 19 ] |
| 22 мая 1978 года      | Иртыш, Тобольский район, близ Тобольска (58°15′ с. ш. 68°14′ в. д.)                   | Ми-2      | 14393          | Тюменское           | 3/3   | Вынужденная посадка на реку после отказа всех двигателей | [ 20 ] |
| 23 мая 1978 года      | Казачинско-Ленский район, близ Кунермы (55°48′ с. ш. 108°16′ в. д.)                   | Ми-2      | 23932          | Восточно-Сибирское  | 2/2   | Столкновение с горой из-за снижения под безопасную высоту при заходе на посадку | [ 21 ] |
| 24 мая 1978 года      | близ Муи                                                                              | Ми-8      | 25566          | Восточно-Сибирское  | 0/?   | Разбился после отказа двигателей при полёте в ливневом дожде | [ 22 ] |
| 29 мая 1978 года      | Поставы                                                                               | Ан-2      | 35188          | Белорусское         | 0/5   | Столкновение с землёй при заходе на посадку из-за ошибок в пилотировании | [ 23 ] |
| 8 июня 1978 года      | Куйбышевская область, близ Куйбышева                                                  | Ан-2      | 92974          | Приволжское         | 0/2   | Столкновение с землёй в ходе авиационно-химических работ из-за отвлечения пилота | [ 24 ] |
| 8 июня 1978 года      | район имени Лазо, близ Бичевой (48°05′ с. ш. 137°18′ в. д.)                           | Ми-2      | 20338          | Дальневосточное     | 4/5   | Выполнял разведку лесных пожаров; столкновение с горой из-за снижения под безопасную высоту. | [ 25 ] |
| 18 июня 1978 года     | Кардыгай и близ Вилюйска                                                              | Ан-2Р     | 02846          | Якутское            | 1+0/7 | При вылете из Кардыгая из-за отклонения с ВВП вправо воздушным винтом был убит один из провожающих, что пьяный экипаж не заметил. При подходе к Вилюйску пилот заблудился, а после истощения топлива была выполнена вынужденная посадка на лес.                                       | [ 26 ] |
| 25 июня 1978 года     | близ Владивостока                                                                     | Ан-2      | 09616          | Дальневосточное     | 0/?   | Разбился в ходе авиационно-химических работ из-за ошибок экипажа | [ 24 ] |
| 26 июня 1978 года     | близ Комсомольска-на-Амуре                                                            | Ми-8      | 22515          | Дальневосточное     | 0/3+  | Выполняя эвакуацию пожарных из лесного пожара упал после взлёта из-за потери мощности двигателей | [ 27 ] |
| 29 июня 1978 года     | Адыгейская АО, близ Майкопа                                                           | M-15      | 15104          | Северо-Кавказское   | 0/?   | Грубая посадка | [ 28 ] |
| 1 июля 1978 года      | Варзоб, Гажни (38°49′32″ с. ш. 68°49′20″ в. д.)                                       | Ми-4      | 14304          | Таджикское          | 2/4   | Столкновение с ЛЭП после взлёта из-за падения мощности двигателя | [ 29 ] |
| 11 июля 1978 года     | близ Махачкалы                                                                        | Ан-2      | 79968          | Северо-Кавказское   | 0/?   | Разбился после отказа двигателя | [ 30 ] |
| 11 июля 1978 года     | близ Владивостока                                                                     | Ка-26     | 19632          | Дальневосточное     | 0/?   | Упал на землю при посадке из-за ошибок в пилотировании | [ 31 ] |
| 18 июля 1978 года     | Ананьево (42°43′ с. ш. 77°40′ в. д.)                                                  | Ми-4      | 03568          | Киргизское          | 2/5   | При посадке после касания земли попал на неровности грунта и разрушился из-за «земного резонанса» | [ 32 ] |
| 23 июля 1978 года     | Клайпедский район                                                                     | Ка-26     | 19638          | Литовское           | 0/1   | Столкновение с ЛЭП в ходе авиационно-химических работ из-за снижения под безопасную высоту | [ 33 ] |
| 23 июля 1978 года     | Колпашево                                                                             | Ми-4      | 14835          | Западно-Сибирское   | 0/1   | Разбился после отказа двигателя | [ 34 ] |
| 6 августа 1978 года   | Уватский район, близ Горноправдинска (59°50′30″ с. ш. 70°17′10″ в. д.)                | Ми-6      | 21883          | Тюменское           | 5/5   | Упал на землю после отказа всех гидросистем | [ 35 ] |
| 6 августа 1978 года   | близ Петропавловска-Камчатского                                                       | Ми-4А     | 38246          | Магаданское         | 0/?   | Разбился при полёте в условиях турбулентности | [ 36 ] |
| 7 августа 1978 года   | близ Актюбинска                                                                       | Як-18Т    | 44296          | Актюбинское ВЛУ ГА  | 0/?   | Разбился при посадке из-за ошибок в пилотировании | [ 37 ] |
| 13 августа 1978 года  | Селемджинский район, близ Экимчана (53°09′ с. ш. 132°57′ в. д.)                       | Ан-2      | 55719          | Дальневосточное     | 1/3   | Столкновение с горой после взлёта | [ 38 ] |
| 16 августа 1978 года  | близ Нукуса                                                                           | Ан-2ТП    | 40545          | Узбекское           | 0/?   | Разбился из-за отвлечения экипажа от пилотирования | [ 39 ] |
| 29 августа 1978 года  | близ Владивостока                                                                     | Ан-2ТП    | 24369          | Дальневосточное     | 0/?   | Разбился при взлёте из-за перегрева двигателя перед взлётом | [ 40 ] |
| 1 сентября 1978 года  | Эхирит-Булагатский район, близ Харата (52°45′ с. ш. 105°20′ в. д.)                    | Ан-2      | 32323          | Восточно-Сибирское  | 13/13 | Упал на землю по неустановленной причине | [ 41 ] |
| 8 сентября 1978 года  | Черниговская область, между Яблуновкой и Бубновщиной (50°26′ с. ш. 32°15′ в. д.)      | Ан-2      | 35112          | Украинское          | 2/2   | Упал на землю в ходе авиационно-химических работ из-за потери управления (попадание бикса между штурвалом и сидением пилота) | [ 42 ] |
| 23 сентября 1978 года | Новоалександровский район                                                             | Ан-2      | 32079          | Северо-Кавказское   | 3/3   | Сваливание и столкновение с землёй в ходе авиационно-химических работ из-за ошибок пьяного экипажа | [ 43 ] |
| 29 сентября 1978 года | близ Улан-Батора                                                                      | Ан-2      | 07278          | Казахское           | 0/?   | Столкновение с землёй из-за снижения под безопасную высоту | [ 44 ] |
| 2 октября 1978 года   | Тбилиси                                                                               | Як-40     | 87544          | Приволжское         | 0/30  | Выкатился за пределы ВПП при аварийной посадке с невыпущенными основными шасси (подробнее…) | [ 45 ] |
| 3 октября 1978 года   | Ижма, Ухтинский район (63°33′ с. ш. 54°03′ в. д.)                                     | Ми-2      | 23559          | Коми                | 1/4   | При полёте на малой высоте столкнулся с ЛЭП и упал в реку | [ 46 ] |
| 4 октября 1978 года   | Лобуя, Среднеколымский район                                                          | Ми-4А     | 36545          | Якутское            | 7/7   | Столкновение с землёй после взлёта из-за дезориентации экипажа | [ 47 ] |
| 5 октября 1978 года   | Туркменский залив Каспийского моря (39°00′ с. ш. 53°45′ в. д.)                        | Ми-4      | 03598          | Туркменское         | 2/3   | Столкновение с водой при манёвре на недопустимо малой высоте | [ 48 ] |
| 6 октября 1978 года   | Хат, близ Казачья                                                                     | Ми-4А     | 35293          | Якутское            | 5/7   | Врезался в лёд озера и затонул из-за дезориентации экипажа | [ 49 ] |
| 7 октября 1978 года   | Кольцово, Свердловск                                                                  | Як-40     | 87437          | Казахское           | 38/38 | Столкновение с холмом после взлёта из-за отказа двигателя (подробнее…) | [ 50 ] |
| 13 октября 1978 года  | близ Мары                                                                             | Ан-2      | 32515          | Туркменское         | 0/?   | Разбился из-за перегруза | [ 51 ] |
| 15 октября 1978 года  | Симферополь                                                                           | Ан-24     | н.д.           | н.д.                | 0/?   | Выполнял рейс Симферополь—Одесса, когда вооружённый спортивным пистолетом Марголина пассажир предпринял попытку захватить самолёт. После возврата в Симферополь угонщика арестовали.                                                                                                  | [ 6 ]  |
| 16 октября 1978 года  | Дзышра, близ Псху (43°20′01″ с. ш. 40°47′35″ в. д.)                                   | Ан-2      | 40553          | Грузинское          | 9/9   | Столкновение с горой при заходе на вынужденную посадку | [ 52 ] |
| 17 октября 1978 года  | Лановцы                                                                               | Ан-2      | 32599          | Украинское          | 2/2   | Столкновение с холмом в ходе авиационно-химических работ из-за отвлечения экипажа (болтовня в кабине) | [ 53 ] |
| 18 октября 1978 года  | Нижневартовск                                                                         | Ан-2      | 02457          | Западно-Сибирское   | 0/?   | Упал после взлёта из-за обледенения | [ 54 ] |
| 20 октября 1978 года  | Саратов                                                                               | Ан-2      | 05710          | Приволжское         | 0/?   | Разбился после отказа двигателя | [ 55 ] |
| 23 октября 1978 года  | Восточный Сиваш, 24 км ЮВ Емельяновки (45°26′ с. ш. 35°10′ в. д.)                     | Ан-24Б    | 46327          | Северо-Кавказское   | 26/26 | Остановка двигателей из-за обледенения; при попытке их запуска потерял управление и свалился в штопор (подробнее…). | [ 56 ] |
| 25 октября 1978 года  | Киренск                                                                               | Ан-2      | 07608          | Восточно-Сибирское  | 0/?   | Разбился после отказа двигателя | [ 57 ] |
| 27 октября 1978 года  | Саратов                                                                               | Ан-2      | 05706          | Приволжское         | 14/16 | Столкновение с холмом при заходе на посадку | [ 58 ] |
| 30 октября 1978 года  | Хат, близ Казачья                                                                     | Ми-4      | 38313          | Якутское            | 6/6   | Упал на лёд после вероятного отказа всех гидросистем | [ 59 ] |
| 1 ноября 1978 года    | ЯНАО, близ Харасавэя                                                                  | Ми-8      | 22348          | Тюменское           | 0/?   | Столкновение с землёй при полёте в СМУ | [ 60 ] |
| 5 ноября 1978 года    | Межная, Сарапульский район (26°20′50″ с. ш. 53°57′30″ в. д.)                          | Ми-2      | 15212          | Уральское           | 6/6   | Упал на землю по неустановленной причине (отказ гидросистем, либо обледенение двигателей) | [ 61 ] |
| 9 ноября 1978 года    | Уйташ, Махачкала                                                                      | Ан-24Б    | 46789          | Северо-Кавказское   | 1/47  | Выполнял рейс Грозный—Баку, когда вооружённый пистолетом 36-летний Э. Махаев ранив бортинженера потребовал следовать в Турцию, но экипаж заперся в кабине. При посадке в Мазачкале угонщик застрелился (либо был убит в результате рикошета пули от бронированной двери) (подробнее…) | [ 62 ] |
| 10 ноября 1978 года   | Батуми                                                                                | Ан-24     | н.д.           | н.д.                | 0/?   | Выполнял рейс Сухуми—Батуми, когда пассажир С. Вуль (1942 г.р., сторож Одесской киностудии) под угрозой взрыва самолёта потребовал следовать в Турцию. После посадки в Батуми угонщик был арестован.                                                                                  | [ 6 ]  |
| 14 ноября 1978 года   | Арланда, Стокгольм                                                                    | Ту-154Б-1 | 85286          | ЦУМВС               | 0/74  | Выкатывание за пределы ВПП при взлёте и столкновение с локатором (подробнее…) | [ 63 ] |
| 16 ноября 1978 года   | Промышленный, Кобяйский район                                                         | Ми-2      | 20064          | Якутское            | 0/3   | Зацепил препятствия при заходе на посаду | [ 64 ] |
| 28 ноября 1978 года   | Половинное, Кондинский район, близ Урая (60°22′ с. ш. 65°13′ в. д.)                   | Ми-4      | 35226          | Тюменское           | 1+0/7 | При посадке пассажиров на замёрзшем озере одна из стоек шасси провалилась под лёд, утянув с собой стоящего рядом человека | [ 65 ] |
| 30 ноября 1978 года   | Адыгейская АО, близ Майкопа                                                           | Ан-2      | 70076          | Северо-Кавказское   | 0/?   | Вынужденная посадка после истощения топлива | [ 66 ] |
| 30 ноября 1978 года   | Нелькан                                                                               | Ан-2      | 44958          | Дальневосточное     | 0/?   | Столкновение с землёй из-за потери высоты вследствие турбулентности | [ 67 ] |
| 30 ноября 1978 года   | н.д.                                                                                  | н.д.      | н.д.           | н.д.                | 1/?   | Попытка угона самолёта, выполнявшего рейс Краснодар—Баку. | [ 68 ] |
| 7 декабря 1978 года   | близ Орла                                                                             | Ан-2      | 40717          | Центральных районов | 0/?   | Столкновение с землёй из-за ошибок в пилотировании после появления дыма в кабине | [ 69 ] |
| 9 декабря 1978 года   | Черский                                                                               | Ан-26     | 26547          | Якутское            | 7/7   | Упал при взлёте из-за смещения груза | [ 70 ] |
| 19 декабря 1978 года  | Самарканд                                                                             | Ан-24Б    | 46299          | Узбекское           | 5/5   | Сваливание при уходе на второй круг в учебном полёте (подробнее…) | [ 71 ] |
| 19 декабря 1978 года  | Черновицкая область                                                                   | Ми-2      | 20594          | Украинское          | 0/1   | При посадке соскользнул с площадки и опрокинулся | [ 72 ] |
| 27 декабря 1978 года  | Белоярский район, близ Ванзевата                                                      | Ми-8      | 22367          | Тюменское           | 0/8   | При охоте на лосей упал на землю после отказа редуктора несущего винта | [ 73 ] |

### Комментарии
1. ↑  Уцелевший хвост использован при съёмках фильма «Экипаж»